# Monterey (Kentucky)
Monterey és una població dels Estats Units a l'estat de Kentucky. Segons el cens del 2000 tenia 167 habitants.

## Demografia
Segons el cens del 2000, Monterey tenia 167 habitants, 55 habitatges, i 42 famílies. La densitat de població era de 208 habitants/km².
Dels 55 habitatges en un 54,5% hi vivien nens de menys de 18 anys, en un 60% hi vivien parelles casades, en un 9,1% dones solteres, i en un 23,6% no eren unitats familiars. En el 20% dels habitatges hi vivien persones soles el 9,1% de les quals corresponia a persones de 65 anys o més que vivien soles. El nombre mitjà de persones vivint en cada habitatge era de 3,04 i el nombre mitjà de persones que vivien en cada família era de 3,52.
Per edats la població es repartia de la següent manera: un 35,3% tenia menys de 18 anys, un 10,8% entre 18 i 24, un 28,7% entre 25 i 44, un 19,2% de 45 a 60 i un 6% 65 anys o més.
L'edat mediana era de 29 anys. Per cada 100 dones de 18 o més anys hi havia 103,8 homes.
La renda mediana per habitatge era de 26.094 $ i la renda mediana per família de 26.406 $. Els homes tenien una renda mediana de 24.821 $ mentre que les dones 25.000 $. La renda per capita de la població era de 8.452 $. Entorn del 34,9% de les famílies i el 33,5% de la població estaven per davall del llindar de pobresa.

## Poblacions més properes
El següent diagrama mostra les poblacions més properes.